# Super DIRTcar Series
La Super DIRTcar Series est une série de courses automobiles sur terre battue pour voitures modifiées concourant en Amérique du Nord. Les courses sont principalement disputées dans le Nord-Est des États-Unis avec quelques dates dans le Midwest des États-Unis, la Floride et l’est du Canada.  La série est sanctionnée par World Racing Group (DIRT Motorsports Inc.). 
Les voitures « modifiées » de la Super DIRTcar Series, surnommés « Big Block Modified », sont motorisées par des gros blocs de 467 pouces cubes développant de 650 à 800 chevaux.
L’événement phare de la série est la « Super DIRT Week » de la New York State Fairgrounds à Syracuse dans l’état de New York qui paie 50 000$ au champion.
Parmi les autres courses importantes de la série, on note la course « Mr. Dirt Track USA » de la piste Lebanon Valley Speedway, une épreuve de 100 tours qui rapporte 17 500$ à son vainqueur et l’« Eastern States 200 », épreuve de 200 tours à la piste Orange County Fair Speedway qui en rapporte 20 000$ au vainqueur.
Le champion de la série est couronné chaque année lors du « DIRTcar World Finals » à Dirt Track at Charlotte à Concord en Caroline du Nord.
Brett Hearn est le grand recordman de la série avec, notamment, huit championnats (1990, 1993, 1996, 1997 [ex æquo avec Danny Johnson], 2001, 2007, 2009 et 2013), 106 victoires et 27 saisons avec au moins une victoire, dont 17 consécutives. 

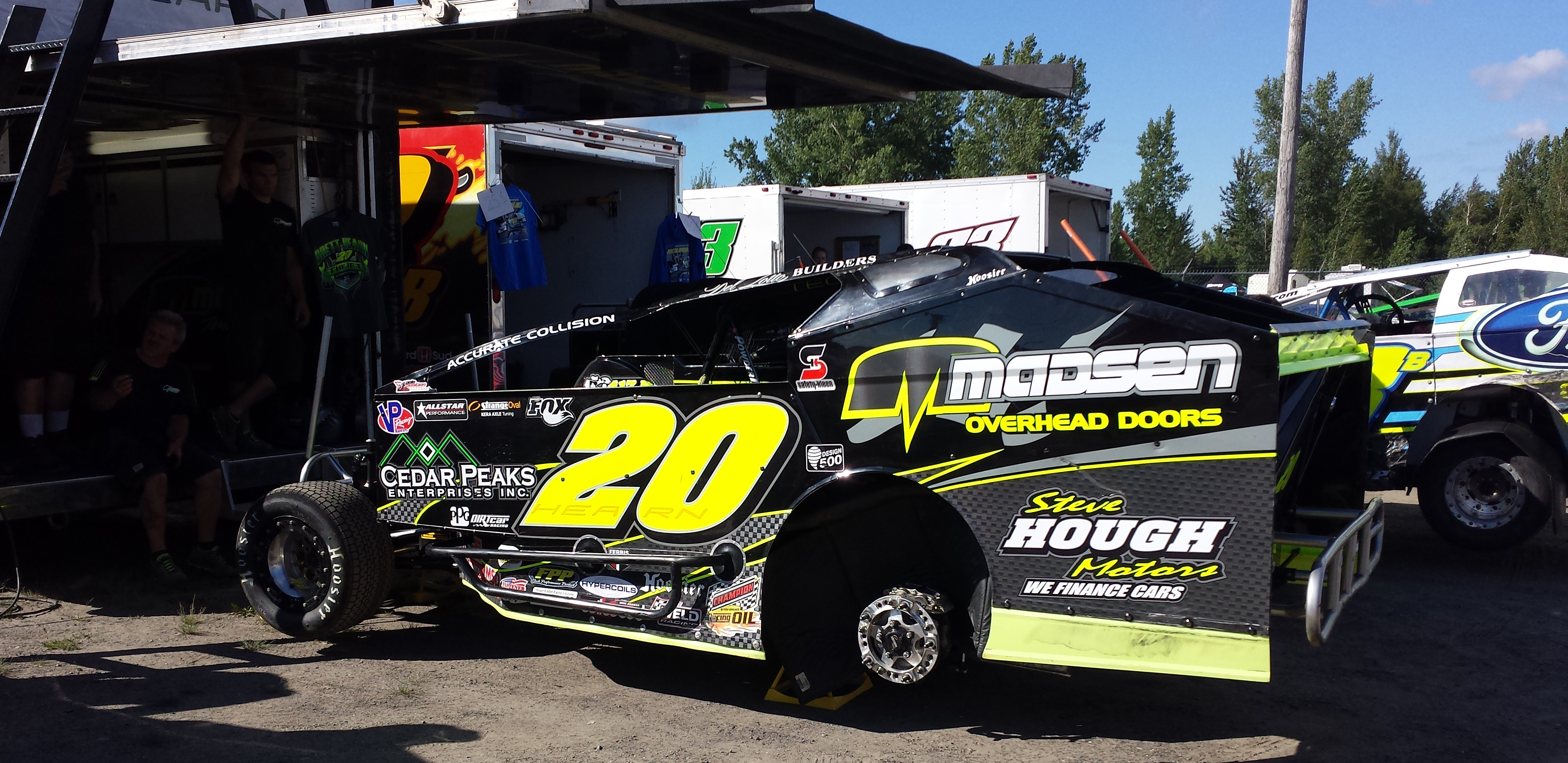
Voiture de Brett Hearn dans les puits de l'Autodrome Drummond le 26 juillet 2016.

## Champions
- 2015 Matt Sheppard
- 2014 Billy Decker
- 2013 Brett Hearn
- 2012 Matt Sheppard
- 2011 Matt Sheppard
- 2010 Matt Sheppard
- 2009 Brett Hearn
- 2008 Billy Decker
- 2007 Brett Hearn
- 2006 Alan Johnson
- 2005 Tim Fuller
- 2004 Gary Tomkins
- 2003 Alan Johnson
- 2002 Alan Johnson
- 2001 Brett Hearn
- 2000 Steve Paine
- 1999 Danny Johnson
- 1998 Billy Decker
- 1997 Danny Johnson / Brett Hearn
- 1996 Brett Hearn
- 1995 Bob McCreadie
- 1994 Bob McCreadie
- 1993 Brett Hearn
- 1992 Danny Johnson
- 1991 Doug Hoffman
- 1990 Brett Hearn
- 1989 Danny Johnson
- 1988 Jack Johnson
- 1987 Jack Johnson
- 1986 Charlie Rudolph
- 1985 Jack Johnson
- 1984 Jack Johnson
- 1983 Alan Johnson
- 1982 Jack Johnson
- 1981 Alan Johnson
- 1980 Jack Johnson
- 1979 Will Cagle
- 1978 Will Cagle
- 1977 Dave Lape
- 1976 Will Cagle